# كاي لينكر
كاي لينكر (بالإنجليزية: Kay Linaker)‏ هي كاتبة سيناريو وممثلة أمريكية، ولدت في 13 يوليو 1913 بباين بلاف في الولايات المتحدة، وتوفيت في 18 أبريل 2008 بكين في الولايات المتحدة بسبب مرض.

## أعمال

### أفلام
- (1941) دماء ورمال
- (1941) زهور وسط الغبار
- (1944) لورا

## وصلات خارجية
- كاي لينكر على موقع IMDb (الإنجليزية)
- كاي لينكر على موقع ألو سيني (الفرنسية)
- كاي لينكر على موقع أول موفي (الإنجليزية)
- كاي لينكر على موقع قاعدة بيانات برودواي على الإنترنت (الإنجليزية)
- كاي لينكر على موقع قاعدة بيانات الأفلام السويدية (السويدية)
- كاي لينكر على موقع قاعدة بيانات الفيلم (الإنجليزية)
- كاي لينكر على موقع كينوبويسك (الروسية)